# Gerald Horvath
Gerald Horvath (* 14. Februar 1978 in Linz) ist ein ehemaliger österreichischer Triathlet.

## Werdegang
Er betreibt seit 1993 Triathlon und ist vorwiegend auf der olympischen Distanz aktiv (1,5 km Schwimmen, 40 km Radfahren und 10 km Laufen). 2006 wurde er in Mariahof österreichischer Junioren-Staatsmeister Triathlon.
In den Jahren 2002 bis 2007 war er vor allem im ITU Triathlon Weltcup unterwegs, um sich für die Olympischen Spiele zu qualifizieren. Nachdem er 2004 und 2008 knapp gescheitert war, beendete er seine internationale Karriere.
Seit der Beendigung seiner internationalen Karriere ist Horvath als Unternehmer in der Sportbranche tätig. Er lebt heute in Neußerling im Mühlviertel und arbeitet seit 2015 für das Startup enduranceboard.com, das Ergebnisse von Ausdauersportarten abbildet.
Fallweise startet er noch bei diversen kleineren nationalen Triathlon- und Laufbewerben, vorwiegend in Oberösterreich und Umgebung.

## Sportliche Erfolge
| Datum/Jahr    | Rang | Wettbewerb                                        | Austragungsort | Zeit     | Bemerkung |
| ------------- | ---- | ------------------------------------------------- | -------------- | -------- | --- |
| 3. Juli 2011  | 40   | Ironman Austria                                   | Klagenfurt     | 08:54:10 | |
| 11. Juni 2011 | 9    | Vienna City Triathlon                             | Wien           | 01:54:32 | Österreichische Staatsmeisterschaft auf der olympischen Distanz                                                |
| 14. Mai 2011  | 3    | Linz-Triathlon                                    | Linz           | 04:09:07 | Dritter auf der Mitteldistanz                                                                                  |
| 27. Mai 2007  | 1    | Linz-Triathlon                                    | Linz           | 00:58:34 | dritter Sieg in Folge auf der Sprintdistanz                                                                    |
| 24. Juni 2006 | 31   | ETU Triathlon European Championships              | Autun          |          | |
| 27. Mai 2006  | 1    | Linz-Triathlon                                    | Linz           | 01:02:29 | Sieger Sprintdistanz                                                                                           |
| 2005          | 1    | Krems Triathlon                                   | Krems          | 01:57:04 | |
| 28. Mai 2005  | 1    | Linz-Triathlon                                    | Linz           | 01:02:09 | Sieger Sprintdistanz bei der Erstaustragung                                                                    |
| 4. Juli 1998  | 10   | ETU Triathlon European Championship Junior Men    | Velden         |          | bester Österreicher auf der Kurzdistanz, bei den Junioren (1,5 km Schwimmen, 40 km Radfahren und 10 km Laufen) |
| 1998          | 24   | ITU Triathlon World Championship Junior Men       | Lausanne       |          | in der Junioren-Klasse                                                                                         |
| 1997          | 38   | ETU Triathlon European Championship Junior Men II | Vuokatti       |          | |
| 1997          | 46   | ITU Triathlon World Championship Junior Men       | Perth          |          | |
| 1996          | 23   | ETU Triathlon European Championship Junior Men    | Szombathely    |          | in der Junioren-Klasse bei der Europameisterschaft der ETU                                                     |
| 1996          | 1    | ÖTRV Triathlon-Staatsmeisterschaft Junioren       | Mariahof       |          | Österreichischer Staatsmeister bei den Junioren                                                                |
| 24. Aug. 1996 | 25   | ITU World Championship Junior Men                 | Cleveland      | 02:00:14 | bester Österreicher der Junioren bei der Weltmeisterschaft                                                     |

(DNF – Did Not Finish)